# لیک سیتی (مینه‌سوتا)
لیک سیتی (به انگلیسی: Lake City) شهری در شهرستان واباشا ایالت مینه‌سوتا در کشور ایالات متحده آمریکا است که جمعیت آن در سرشماری سال ۲۰۱۰ میلادی، ۵۰۶۳ نفر بوده‌است.